# Dimas de Madariaga
Dimas de Madariaga y Almendros (Corral de Almaguer, siglo XIX-Piedralaves, 27 de julio de 1936) fue un político derechista y sindicalista católico español, primer vicepresidente de la CEDA.

## Biografía
Según Shlomo Ben Ami, durante los últimos estertores de la monarquía alfonsina fue un asiduo a las reuniones de las juventudes de la Unión Monárquica Nacional. Víctor Manuel Arbeloa lo considera procedente del carlismo.
Contable de profesión, durante la Segunda República Española fue dirigente de la llamada «Acción Obrerista», formación que defendía postulados corporativistas. Elegido diputado por la circunscripción de Toledo en las tres legislaturas de las Cortes republicanas: 1931, 1933 y 1936. En 1936 fue nombrado secretario de las Cortes. fue director y propietario de El Defensor de Cuenca, periódico editado en la capital conquense. Asistió a la Asamblea de Cuestiones Sociales de Vitoria de julio de 1933, donde se reunieron destacados propagandistas del ramo católico. Conspicuo cedista, comenzada la guerra civil, resultó víctima de la represión en zona republicana, siendo asesinado el 27 de julio de 1936 en la localidad abulense de Piedralaves, en el Valle del Tiétar, donde pasaba unos días de vacaciones con su familia. Allí, fue reconocido y delatado por un militante comunista del pueblo, Crescencio Sánchez Carrasco. El sacerdote del pueblo dejó constancia por escrito de la ejecución, en su obra Historia de la Cruzada Española